# Сулемдал, Сюннёве
Сю́ннёве Су́лемдал (норв. Synnøve Solemdal; род. 15 мая 1989, Кристиансунн, Мёре-ог-Ромсдал) — норвежская биатлонистка, шестикратная чемпионка мира в эстафетах. 
По окончании сезона 2019/2020 объявила о завершении спортивной карьеры.

## Спортивная карьера
Сюннёве стала заниматься биатлоном в 2002 году. В 2008 году она в составе сборной Норвегии дебютировала на юниорском чемпионате мира в категории спортсменок до 19 лет. В личных гонках ни разу не удалось попасть даже в Top-10, а в эстафете она помогла своей команде финишировать второй.
Через год тренеры допустили Сулемдал до стартов в кубке Европы. В этом же году она вновь участвует в юниорском чемпионате мира. Выступления в старшей возрастной группе приносят три финиша в Top-10. Позже она участвует в юниорском чемпионате Европы, завоёвывая в индивидуальной гонке свою первую медаль на соревнованиях подобного уровня. В конце сезона-2008/09 норвежка дебютирует на взрослом кубке мира. Уже в своей второй гонке она финиширует в зачётной группе.
В сезоне-2009/10 Сюннёве выступает на регулярной основе в кубке Европы. На юниорском чемпионате мира заработаны сразу три медали (две — личные), а следом — на чемпионате Европы — завоёвана первая юниорская золотая медаль. В конце сезона ей дают пробежать ещё несколько гонок во взрослом Кубке мира.
В межсезонье норвежку переводят в основной состав сборной в Кубке мира. В этом же сезоне её пробуют в эстафете. В той дебютной гонке норвежская команда финиширует на подиуме. В марте 2011 года Сулемдал дебютирует на взрослом чемпионате мира.
В сезоне-2011/12 норвежка заметно улучшает свои результаты: уже на стартовом этапе она финиширует четвёртой в спринтерской гонке, ходом опередив Дарью Домрачёву. В дальнейшем, регулярно финишируя вблизи Top10 она сумела закончить сезон на 13-м месте в абсолютном зачёте кубка мира. Добыта сначала первая эстафетная победа в кубке мира, а затем и первые медали в этом виде программы на чемпионате мира — сначала бронзовая в классической гонке, а затем золотая в её смешанной ипостаси.
Сезон-2012/13 Сюннёве начала со второго место в смешанной эстафете в шведском Эстерсунде. Норвегия уступила победителю — команде России 21,2 секунды. Свою первую победу на этапах кубка мира Сулемдал добилась в гонке преследования в австрийском Хохфильцене, опередив свою подругу по команде Туру Бергер на 30,2 секунды, также стоит отметить, что это был первый в карьере подиум молодой норвежки в индивидуальных соревнованиях. Через день, Сюннёве вместе со своими подругами выиграла эстафету, опередив украинских девушек на 30,4 секунды. На Чемпионате мира в чешском Нове-Место Сюннёве завоевала две золотые медали в эстафетах.
8 декабря Сулемдал одержала свою вторую победу в личных гонках, вновь победив в Хохфильцене в гонке преследования.

## Сводная статистика в биатлоне

### Выступления на юниорских, молодёжных и второстепенных чемпионатах
| Год  | Зачёт  | ИГ   | СГ   | ГП   | КЭ  |
| ---- | ------ | ---- | ---- | ---- | --- |
| 2008 | ЧМ U19 | 20-я | 12-я | 16-я | 2-я |
| 2009 | ЧМ U21 | 9-я  | 11-я | 5-я  | 5-я |
| 2009 | ЧЕ U21 | 2-я  | 17-я | 7-я  | 5-я |
| 2010 | ЧМ U21 | 22-я | 3-я  | 3-я  | 2-я |
| 2010 | ЧЕ U21 | 5-я  | 3-я  | 1-я  | 4-я |

### Кубок IBU
| Сезон   | ОЗ   | ИГЗ  | СЗ    | ГПЗ  |
| ------- | ---- | ---- | ----- | ---- |
| 2008/09 | 98-я |      | 61-я  |      |
| 2009/10 | 41-я | 51-я | 39-я  | 54-я |
| 2014/15 | 60-я |      | 69-я  | 29-я |
| 2016/17 | 91-я | 33-я | 122-я |      |
| 2019/20 | 59-я |      | 47-я  | 29-я |

### Сезоны кубка мира
| Сезон   | ОЗ   | ИГЗ  | СЗ   | ГПЗ  | МСЗ  |
| ------- | ---- | ---- | ---- | ---- | ---- |
| 2008/09 | 81-я |      | 81-я | 68-я |      |
| 2009/10 | 67-я |      | 57-я | 64-я |      |
| 2010/11 | 45-я | 43-я | 46-я | 35-я |      |
| 2011/12 | 13-я | 16-я | 11-я | 15-я | 12-я |
| 2012/13 | 24-я |      | 25-я | 17-я | 26-я |
| 2013/14 | 29-я | 41-я | 35-я | 28-я | 22-я |
| 2014/15 | 75-я |      | 67-я |      |      |
| 2015/16 | 44-я | 31-я | 59-я | 39-я | 40-я |
| 2016/17 |      |      |      |      |      |
| 2017/18 | 31-я | 8-я  | 34-я | 34-я | 28-я |
| 2018/19 | 50-я | 43-я | 59-я | 44-я |      |
| 2019/20 | 51-я | 52-я | 62-я | 35-я |      |

## Результаты

### Личные гонки
| Дисциплина           | Место проведения | Сезон   | Результат |
| -------------------- | ---------------- | ------- | --------- |
| Гонка преследования  | Хохфильцен       | 2012/13 | 1-я       |
| Гонка преследования  | Хохфильцен       | 2013/14 | 1-я       |
| Масс-старт           | Оберхоф          | 2013/14 | 2-я       |
| Гонка преследования  | Оберхоф          | 2013/14 | 3-я       |
| Индивидуальная гонка | Эстерсунд        | 2017/18 | 2-я       |

### Командные гонки
| Дисциплина         | Место проведения | Сезон   | Результат |
| ------------------ | ---------------- | ------- | --------- |
| Эстафета           | Хохфильцен       | 2010/11 | 3-я       |
| Эстафета           | Хохфильцен       | 2011/12 | 1-я       |
| Эстафета           | Оберхоф          | 2011/12 | 2-я       |
| Смешанная эстафета | Эстерсунд        | 2012/13 | 2-я       |
| Эстафета           | Хохфильцен       | 2012/13 | 1-я       |
| Эстафета           | Рупольдинг       | 2012/13 | 1-я       |
| Смешанная эстафета | Эстерсунд        | 2013/14 | 2-я       |
| Эстафета           | Анси             | 2013/14 | 3-я       |
| Эстафета           | Рупольдинг       | 2013/14 | 2-я       |
| Смешанная эстафета | Эстерсунд        | 2014/15 | 2-я       |
| Эстафета           | Канмор           | 2015/16 | 3-я       |
| Смешанная эстафета | Контиолахти      | 2017/18 | 3-я       |
| Эстафета           | Рупольдинг       | 2018/19 | 2-я       |
| Эстафета           | Оберхоф          | 2019/20 | 1-я       |
| Смешанная эстафета | Поклюка          | 2019/20 | 2-я       |

### Участие в Олимпийских играх
| Год  | Место проведения | Инд | Спр | Пр | МС | Эст | См |
| 2014 | Сочи             | —   | 35  | 36 | —  | —   | —  |
| 2018 | Пхёнчхан         | 40  | 50  | 41 | —  | 4   | —  |

### Участие в Чемпионатах мира
| Год  | Место проведения  | Инд | Спр | Пр  | МС | Эст | См | Сусм |
| 2011 | ЧМ Ханты-Мансийск | 62  | 42  | LAP | —  | 5   | —  | н/д  |
| 2012 | ЧМ Рупольдинг     | 39  | 32  | 24  | 18 | 3   | 1  | н/д  |
| 2013 | ЧМ Нове-Место     | 53  | 19  | 19  | 16 | 1   | 1  | н/д  |
| 2015 | ЧМ Контиолахти    | 46  | —   | —   | —  | 4   | —  | н/д  |
| 2016 | ЧМ Хольменколлен  | —   | 34  | 24  | —  | 1   | —  | н/д  |
| 2019 | ЧМ Эстерсунд      | 29  | 62  | —   | —  | 1   | —  | —    |
| 2020 | ЧМ Антхольц       | 60  | —   | —   | —  | 1   | —  | —    |